# Araneus hirsutulus
Araneus hirsutulus este o specie de păianjeni din genul Araneus, familia Araneidae. A fost descrisă pentru prima dată de Stoliczka, 1869. Conform Catalogue of Life specia Araneus hirsutulus nu are subspecii cunoscute.